# Smilax cordato-ovata
Smilax cordato-ovata är en enhjärtbladig växtart som beskrevs av Louis Claude Marie Richard. Smilax cordato-ovata ingår i släktet Smilax och familjen Smilacaceae.
Artens utbredningsområde är Franska Guyana. Inga underarter finns listade.